# Moonshine (Bruno Mars)
Moonshine è un singolo promozionale del cantante statunitense Bruno Mars, quinto brano estratto dall'album Unorthodox Jukebox. Il brano è stato scritto dallo stesso Mars insieme a Philip Lawrence e Ari Levine.

## Il brano

### Testo
Moonshine è un brano scritto da Bruno Mars, Philip Lawrence e Mark Ronson, dove Mars dice di sperare di rincontrare una ragazza con cui il rapporto è finito, ma che sapendo non sia possibile affoga la sofferenza nell'alcool.

### Influenze
Molti critici hanno notato nella canzone una fortissima influenza nello stile di Michael Jackson, sia nel timbro vocale di Bruno Mars sia nel genere della canzone che richiama molto gli anni '80.

## Classifiche
| Classifica (2013-2014) | Posizione massima |
| ---------------------- | ----------------- |
| Belgio (Fiandre)       | 30                |
| Belgio (Vallonia)      | 4                 |
| Corea del Sud          | 17                |
| Danimarca              | 14                |
| Francia                | 68                |
| Paesi Bassi            | 1                 |
| Polonia                | 11                |
| Slovacchia             | 62                |
| Stati Uniti            | 82                |